# Luar (Sama Dua)
Luar is een bestuurslaag in het regentschap Aceh Selatan van de provincie Atjeh, Indonesië. Luar telt 466 inwoners (volkstelling 2010).